# Kirihito
Kirihito (きりひと讃歌, Kirihito Sanka) est un seinen manga d'Osamu Tezuka, prépublié dans le magazine Big Comic de l'éditeur Shōgakukan entre octobre 1970 et décembre 1971 puis publié entre juin 1977 et décembre 1977 par l'éditeur Shōgakukan. L'édition française a été publiée par Akata entre septembre 2005 et mars 2006.

## Synopsis
Kirihito Osanai, un jeune médecin plein d'avenir, est confronté au cas d'un villageois originaires d'une région montagneuse de l'île de Shikoku souffrant d'une étrange maladie nommée Monmô entrainant des déformations osseuses au visage ainsi qu'aux membres, une appétence pour la viande crue et, in fine, la mort. Il est en désaccord avec le professeur Tatsuga'ura, son supérieur, sur les causes la Monmô et va alors enquêter sur place pour connaitre les causes de cette maladie.

## Personnages
- Kirihito Osanai: protagoniste principal, membre de la Fédération des jeunes médecins, enquête sur les sources de la Monmô
- Tatsuga'ura: mandarin médical, veut la direction de la fédération des médecins japonais, soutient une thèse opposée à celle d'Osanai sur l'origine de la Monmô
- Izumi: fiancée d'Osanai
- Tazu: jeune fille qu'Osanai est contraint d'épouser dans le village.
- Urabe: collègue d'Osanai, agit pour sauver son ami. Troublé psychologiquement, viole Izumi et Freeze.
- Reika: acrobate nymphomane rencontrée par Osanai à Taiwan, l'aide à s'évader.
- Helen Freeze: nonne en Rhodésie auprès des indigènes, est atteinte d'une maladie proche de la Monmô

## Analyse
Kirihito est représentatif de l'incursion de Tezuka dans le courant du Gekiga initié par Yoshihiro Tatsumi à la fin des années 1970. Afin de se renouveler et accompagner cette tendance, l'auteur s'essaye à des sujets tragiques, à l'image d'Ayako ou MW. Kirihito reprend l'un des thèmes chers à Tezuka, la médecine, que ce dernier avait étudié dans le but d'en faire son métier, avant de choisir de devenir mangaka.

## Publication
Le manga est réédité par Kōdansha dans la collection des Œuvres complètes de Tezuka en quatre volumes reliés sortis entre juin 1977 et décembre 1977.

### Liste des volumes
| no | Japonais         | Japonais          | Français          | Français   |
| no | Date de sortie   | ISBN              | Date de sortie    | ISBN       |
| --- | ---------------- | ----------------- | ----------------- | ---------- |
| 1 | 13 juin 1977     | 978-4-06-108631-9 | 14 septembre 2005 | 2847898921 |
| Liste des chapitres : - Chapitre 1 : Le patient de la chambre 66 - Chapitre 2 : Dans l'impasse - Chapitre 3 : Signes avant-coureurs - Chapitre 4 : La chute - Chapitre 5 : Golgotha - Chapitre 6 : Le palais des plaisirs                      |                  |                   |                   |            |
| 2 | 13 août 1977     | 978-4-06-108632-6 | 17 novembre 2005  | 2847899367 |
| Liste des chapitres : - Chapitre 6 (suite) : Le palais des plaisirs - Chapitre 7 : Manœuvres dans l'ombre - Chapitre 8 : La femelle folle - Chapitre 9 : Surchauffe - Chapitre 10 : Le chemin de la gloire                                     |                  |                   |                   |            |
| 3 | 22 novembre 1977 | 978-4-06-108633-3 | 11 janvier 2006   | 275600037X |
| Liste des chapitres : - Chapitre 11 : Helen Freeze - Chapitre 12 : Nécrose - Chapitre 13 : Au bazar |                  |                   |                   |            |
| 4 | 20 décembre 1977 | 978-4-06-108634-0 | 22 mars 2006      | 2756001023 |
| Liste des chapitres : - Chapitre 14 : Un éblouissement - Chapitre 15 : Vision de Marie - Chapitre 16 : Le retour - Chapitre 17 : Retrouvailles (1) - Chapitre 18 : Retrouvailles (2) - Chapitre 19 : Tout s’effondre - Chapitre 20 : Pronostic |                  |                   |                   |            |

### Autres éditions
- Vertical : Ode to Kirihito

### Édition japonaise
Kōdansha
1. 1 2  (ja) « Tome 1 ».
2. 1 2  (ja) « Tome 2 ».
3. 1 2  (ja) « Tome 3 ».
4. 1 2  (ja) « Tome 4 ».

### Édition française
Akata
1. 1 2  (fr) « Tome 1 ».
2. 1 2  (fr) « Tome 2 ».
3. 1 2  (fr) « Tome 3 ».
4. 1 2  (fr) « Tome 4 ».

### Documentation
- Laurent Lefebvre, « Kirihito », dans Manga 10 000 Images n°2, Versailles : Éditions H, février 2009, p. 140-142.
- Paul Gravett (dir.), « De 1970 à 1989 : Kirihito », dans Les 1001 BD qu'il faut avoir lues dans sa vie, Flammarion, 2012 (ISBN 2081277735), p. 312.
- Ronan Lancelot, « Kirihito : l'origine du mal », dBD, no 138,‎ novembre 2019, p. 68.